# قوة المهام المشتركة – عملية العزم الصلب

الدول المشاركة في التحالف ضد داعش.

قوة المهام المشتركة – عملية العزم الصلب (بالإنجليزية: Combined Joint Task Force – Operation Inherent Resolve ويُطلق عليها اختصارًا CJTF–OIR) هي قوة مهام مشتركة أُنشئت من قبل  التحالف الدولي بقيادة الولايات المتحدة  ضد تنظيم الدولة الإسلامية في العراق والشام (داعش). شكّلتها القيادة المركزية الأمريكية في تشرين الأول/ أكتوبر عام 2014، وقد تم انعقاد أول  مؤتمر لهذا التحالف في الأسبوع الأول من شهر كانون الأول/ ديسمبر عام 2014. تمت تسمية العمليات بهذا الاسم من قبل وزارة الدفاع الأمريكية، وتتألف من القوات العسكرية الأمريكية وأفراد من أكثر من 30 بلدًا.